# M*A*S*H (sèrie de televisió)
M*A*S*H (un acrònim de Mobile Army Surgical Hospital (Hospital quirúrgic mòbil de l'exèrcit)) és una sèrie de televisió de comèdia i drama bèl·lica estatunidenca que es va emetre a la cadena CBS del 1972 al 1983. Va ser desenvolupada per Larry Gelbart com la primera sèrie derivada original adaptada del llargmetratge M*A*S*H del 1970, que, al seu torn, es basava en la novel·la de Richard Hooker de 1968 MASH: A Novel About Three Army Doctors. La sèrie, produïda amb 20th Century Fox Television per a CBS, segueix un equip de metges i personal de suport estacionat al "4077th Mobile Army Surgical Hospital" a Uijeongbu, Corea del Sud, durant la Guerra de Corea (1950-53). Els Opening del programa inclouen versions només instrumentals de Suicide Is Painless, el tema principal de la pel·lícula original. L'espectacle es va crear després d'un intent de filmar la seqüela del llibre original, M*A*S*H Goes to Maine, fracassada. La sèrie de televisió és la més coneguda de les obres deM*A*S*H i un dels programes més ben valorats de la història de la televisió estatunidenca.

## Argument
M*A*S*H es va emetre setmanalment a CBS, amb la majoria dels episodis de mitja hora de durada. La sèrie sol classificar-se com una comèdia de situació, tot i que també s'ha descrit com una "comèdia fosca" o una "dramèdia" a causa del tema sovint dramàtic.
La sèrie és una peça de conjunt que gira al voltant del personal clau d’un Hospital quirúrgic mòbil de l'exèrcit (Army Mobile Army Sugical Hospital (MASH)) dels Estats Units durant la guerra de Corea (1950-53). (Els asteriscs del nom no formen part de la nomenclatura militar i es van introduir de manera creativa a la novel·la i es van utilitzar només als pòsters de la versió de la pel·lícula, no a la pel·lícula.) El "4077è MASH" va ser una de les diverses unitats quirúrgiques de Corea.
Tot i que la sèrie es considera tradicionalment com una comèdia, molts episodis tenien un to més seriós. Les primeres temporades es van emetre en horari de màxima audiència mentre la guerra del Vietnam encara estava en curs; l'espectacle es va veure obligat a seguir la línia fina de comentar aquella guerra i, al mateix temps, no semblava protestar-hi. Per aquest motiu, el discurs del programa, sota la cobertura de la comèdia, sovint es qüestionava, es burlava i es va enfrontar al paper dels Estats Units a la Guerra Freda.
Els episodis estaven basats en la trama i els personatges, amb diversos narrats per un dels personatges de l'espectacle com el contingut d'una carta a la llar. El to de l'espectacle podria passar d’una tonteria a una inquietud d’un episodi a l’altre, amb una tensió dramàtica que sovint es produeix entre els reclutes civils del 4077 - Hawkeye, Trapper John i BJ Hunnicutt, per exemple - que es veuen obligats a deixar les seves cases per atendre els ferits i moribunds de la guerra, i els personatges de l' "Exèrcit regular", com Margaret Houlihan i el coronel Potter, que tendeixen a representar el patriotisme i el deure (tot i que Houlihan i Potter també podrien representar les altres perspectives de vegades). Altres personatges, com el tinent coronel Blake, Maj. Winchester i Cpl. Klinger, ajuden a mostrar diverses actituds civils nord-americanes envers la vida de l'exèrcit, mentre que personatges convidats interpretats per actors com Eldon Quick, Herb Voland, Mary Wickes i Tim O'Connor també ajuden a promoure la discussió de l'espectacle sobre el lloc dels Estats Units com a participant de la Guerra Freda i creador de pau.

## Personatges

### Repartiment principal
Tot i que hi va haver alguns canvis de personal, M*A*S*H va mantenir un repartiment relativament constant, amb quatre personatges (Hawkeye, el pare Mulcahy, Margaret Houlihan i Maxwell Klinger) al programa durant les 11 temporades. Diversos altres personatges principals van marxar o es van unir al programa durant la seva execució, i es van utilitzar nombrosos actors convidats i personatges recurrents. Els escriptors van trobar difícil crear tants noms i van utilitzar noms d'altres llocs; per exemple, els personatges de la setena temporada van rebre el nom dels Dodgers de Los Angeles de 1978.
| Personatge                                                                 | Actor/ actriu                                                     | Rang                                               | Paper                                                  | Aparicions |
| -------------------------------------------------------------------------- | ----------------------------------------------------------------- | -------------------------------------------------- | ------------------------------------------------------ | ---------- |
| Benjamin Franklin "Hawkeye" Pierce                                         | Alan Alda                                                         | Capità                                             | Cirurgià en cap                                        | 256        |
| Margaret "Hot Lips" Houlihan (Penobscott)                                  | Loretta Swit                                                      | Major                                              | Infermera principal                                    | 239        |
| Maxwell Q. Klinger (Recurrent temporades 1-3, regular 4-11)                | Jamie Farr                                                        | Caporal, després sergent                           | Metge militar de l'hospital, després oficinista        | 217        |
| Pare John Patrick Francis Mulcahy (Recurrent temporades 1-4, regular 5-11) | George Morgan (episodi pilot), substituït per William Christopher | Primer lloctinent, després capità                  | Capellà                                                | 213        |
| Trapper John McIntyre (temporades 1-3)                                     | Wayne Rogers                                                      | Capità                                             | Cirurgià                                               | 72         |
| Henry Blake (temporades 1-3)                                               | McLean Stevenson                                                  | tinent coronel                                     | Comandant, Cirurgià                                    | 70         |
| Frank Burns (temporades 1-5)                                               | Larry Linville                                                    | Coronel, després tinent coronel (fora de pantalla) | Cirurgià                                               | 118        |
| Walter Eugene "Radar" O'Reilly (temporades 1-8)                            | Gary Burghoff                                                     | Caporal, breument sotstinent                       | Secretari de l'empresa, corneta                        | 156        |
| B. J. Hunnicutt (substitueix Trapper; temporades 4-11)                     | Mike Farrell                                                      | Capità                                             | Cirurgià                                               | 183        |
| Sherman T. Potter (substitueix a Henry Blake; temporades 4-11)             | Harry Morgan                                                      | Coronel                                            | Comandant (després del tinent coronel Blake), Cirurgià | 182        |
| Charles Emerson Winchester III (substitueix Frank Burns; temporades 6-11)  | David Ogden Stiers                                                | Major                                              | Cirurgià                                               | 133        |

1. ↑  A més d'una veu en off no acreditada (Welcome to Korea)

#### Imatges del repartiment

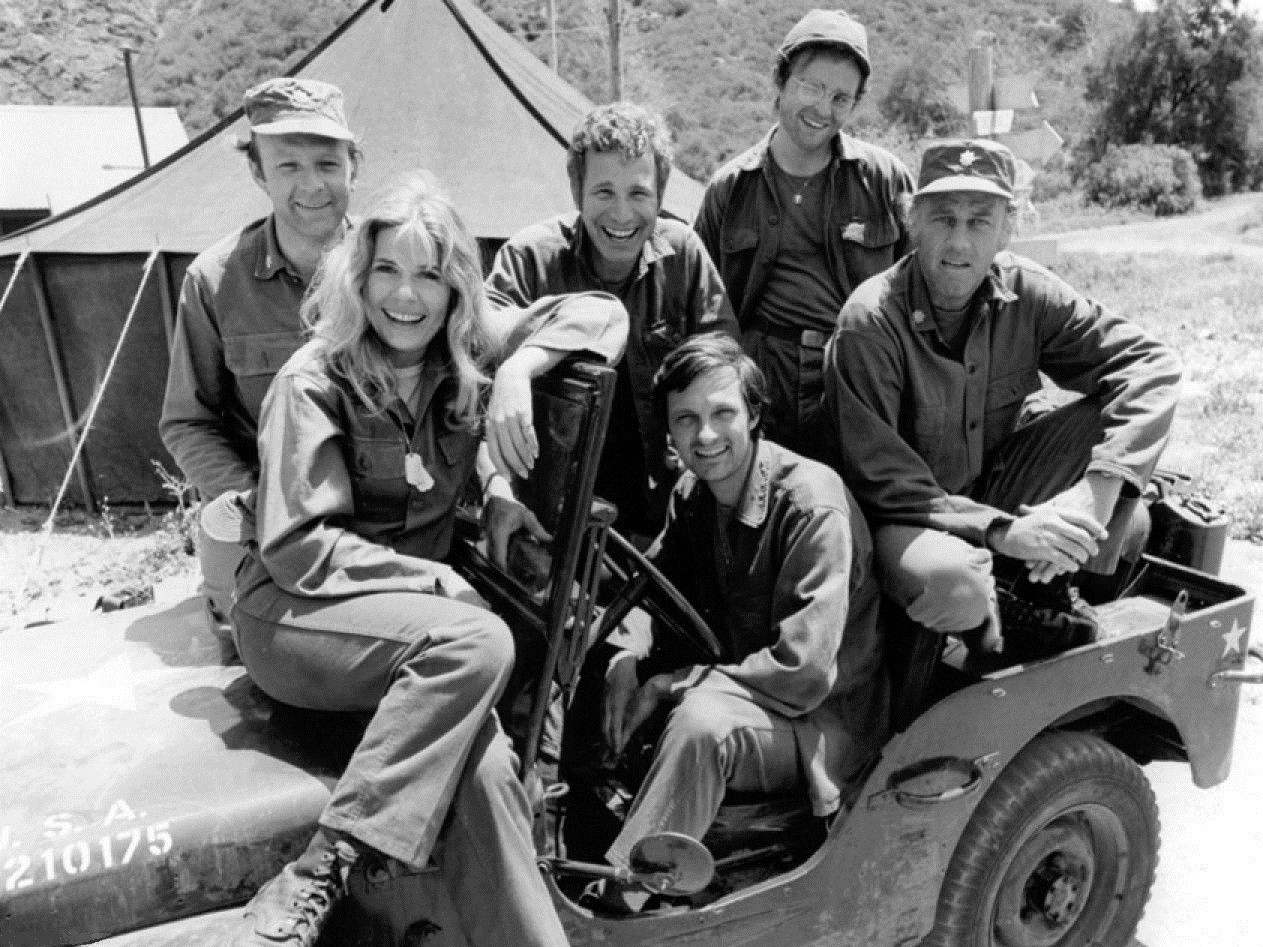
Foto publicitària del repartiment de M*A*S*H rodada just abans de la producció de la segona temporada de 1974 (en sentit horari a l'esquerra): Loretta Swit, Larry Linville, Wayne Rogers, Gary Burghoff, McLean Stevenson i Alan Alda.
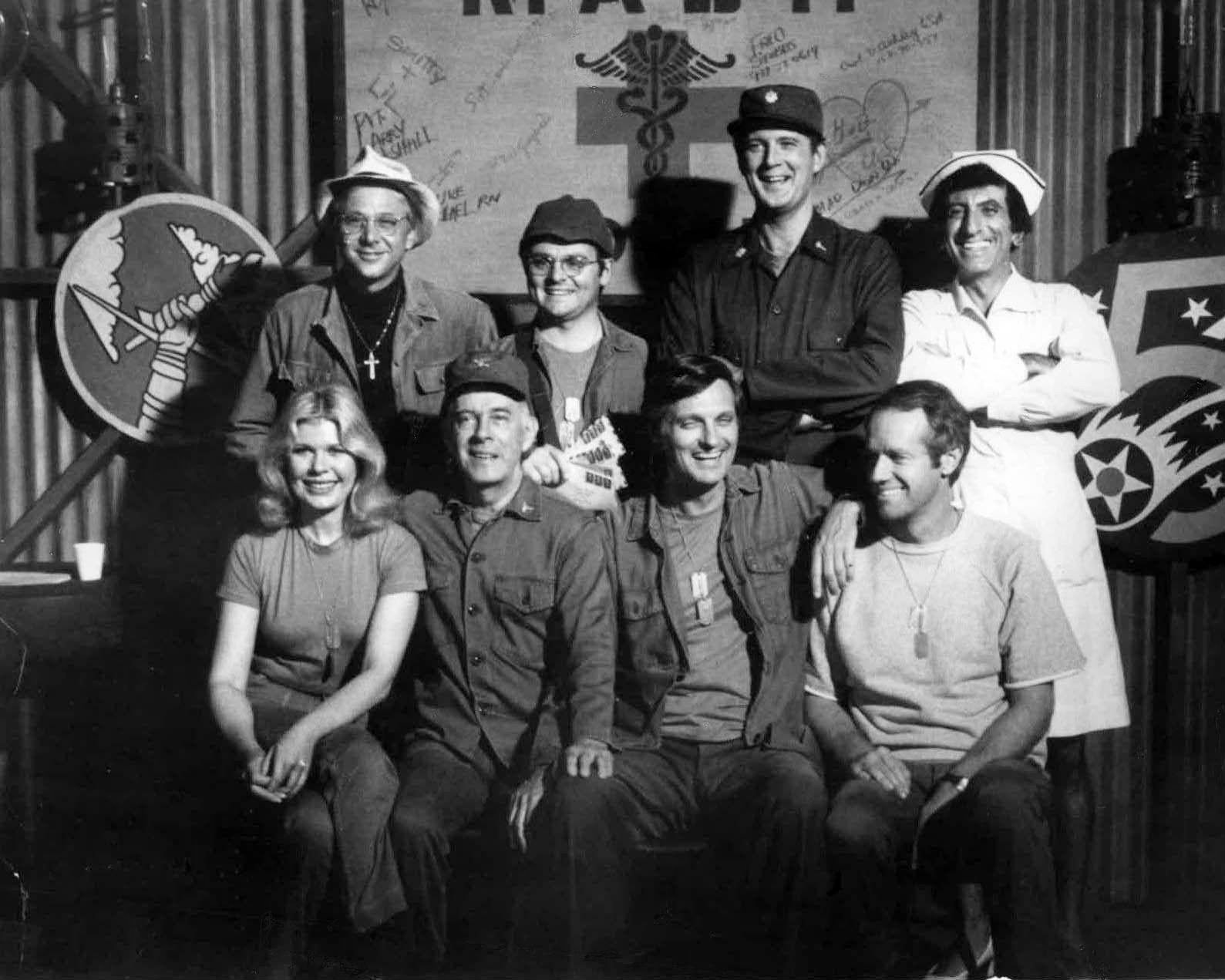
El repartiment de M*A*S*H de la temporada 6, 1977 (en el sentit horari de l'esquerra): William Christopher, Gary Burghoff, David Ogden Stiers, Jamie Farr, Mike Farrell, Alan Alda, Harry Morgan i Loretta Swit.

## Producció

### Escriptura
A mesura que la sèrie avançava, va fer un canvi significatiu de ser principalment una comèdia amb matisos dramàtics a un drama amb matisos còmics. Això va ser el resultat de canvis en el personal de redacció i producció, més que per les desercions del repartiment de McLean Stevenson, Larry Linville, Wayne Rogers i Gary Burghoff. El co-creador de la sèrie i escriptor de comèdia Larry Gelbart va marxar després de la quarta temporada, la primera amb Mike Farrell i Harry Morgan. Això va provocar que Farrell i Morgan tinguessin només una sola temporada llegint guions presentats pel còmic de Gelbart, que definia la sensació i el ritme de les temporades 1-4 amb els seus predecessors Rogers i Stevenson, respectivament. Larry Linville (la còmica del programa) i el productor executiu Gene Reynolds van marxar tots dos a la conclusió de la temporada 5 el 1977, cosa que va provocar que M*A*S*H quedés completament desposseït de la seva base còmica original a principis de la temporada 6: l'inici de l’època de Charles Winchester.
Mentre que Gelbart i Reynolds van ser la veu còmica de M*A*S*H durant les primeres cinc temporades del programa (1972–1977), Alan Alda i el recentment ascendit productor executiu Burt Metcalfe es van convertir en la nova veu dramàtica de M*A*S*H per a les temporades 6-11. Al començament de la temporada 8 (1979–1980), el personal de redacció havia estat completament revisat i, amb la sortida de Gary Burghoff, M*A*S*H va mostrar una sensació distintivament diferent, que es movia conscientment entre la comèdia i el drama.
El final de la guerra del Vietnam el 1975 va ser un factor significatiu perquè les trames esdevenissin menys de caràcter polític i es centressin més en els personatges. Hi ha diversos episodis experimentats en format de sitcom:
- "Point of View" (Punt de vista): es mostra des de la perspectiva d'un soldat amb una ferida a la gola
- "Dreams" (Somnis): una idea d'Alda, on durant un diluvi de víctimes, els membres del 4077 fan migdiades de manera rotativa, cosa que permet a l'espectador veure els somnis lírics i inquietants alhora.
- "A War For All Seasons" (Una guerra per a totes les estacions): presenta una línia argumental que té lloc al llarg del 1951
- "Life Time" (tota una vida): precursor de la sèrie de televisió americana 24, utilitza el mètode de narració en temps real[2]

Un altre canvi va ser la inclusió de trames basades en fets reals i desenvolupaments mèdics que es van materialitzar durant la guerra de Corea. Els productors van fer una investigació considerable, incloent entrevistes amb cirurgians i personal reals de MASH per desenvolupar històries arrelades a la guerra. Esdeveniments de principis dels anys cinquanta com l'era McCarthy, diversos esdeveniments esportius i l'estrellat de Marilyn Monroe es van incorporar a diversos episodis, una tendència que va continuar fins al final de la sèrie.
Tot i que la sèrie va continuar sent popular amb aquests canvis, finalment va començar a quedar-se sense vapor creatiu. Els metges de la guerra de Corea es posaven en contacte amb productors periòdicament amb experiències que creien que podrien generar una bona història, només per conèixer que la idea ja s'havia utilitzat anteriorment. Harry Morgan va admetre que sentia que "les esquerdes començaven a aparèixer" a la temporada 9 (1980-1981). Alda desitjava fer de la temporada 10 (1981-82) M*A*S*H la darrera, però va ser persuadit per CBS per produir una temporada 11 lleugerament abreujada, juntament amb un final de pel·lícula de comiat, a petició de la CBS. A la final, la temporada 11 va tenir 15 episodis (encara que sis havien estat filmat durant la temporada 10 i es manté per sobre) i una pel·lícula de 2 hores i mitja que es va tractar com cinc episodis i es va filmar abans dels nou episodis restants. L'episodi final produït va ser l'episodi penúltimament emès "As Time Goes By". La pel·lícula final de la sèrie, titulada "Goodbye, Farewell and Amen", es va convertir en la transmissió de televisió dels Estats Units més vista de la història en aquell moment, amb 106 milions d'espectadors.

### Localització del set

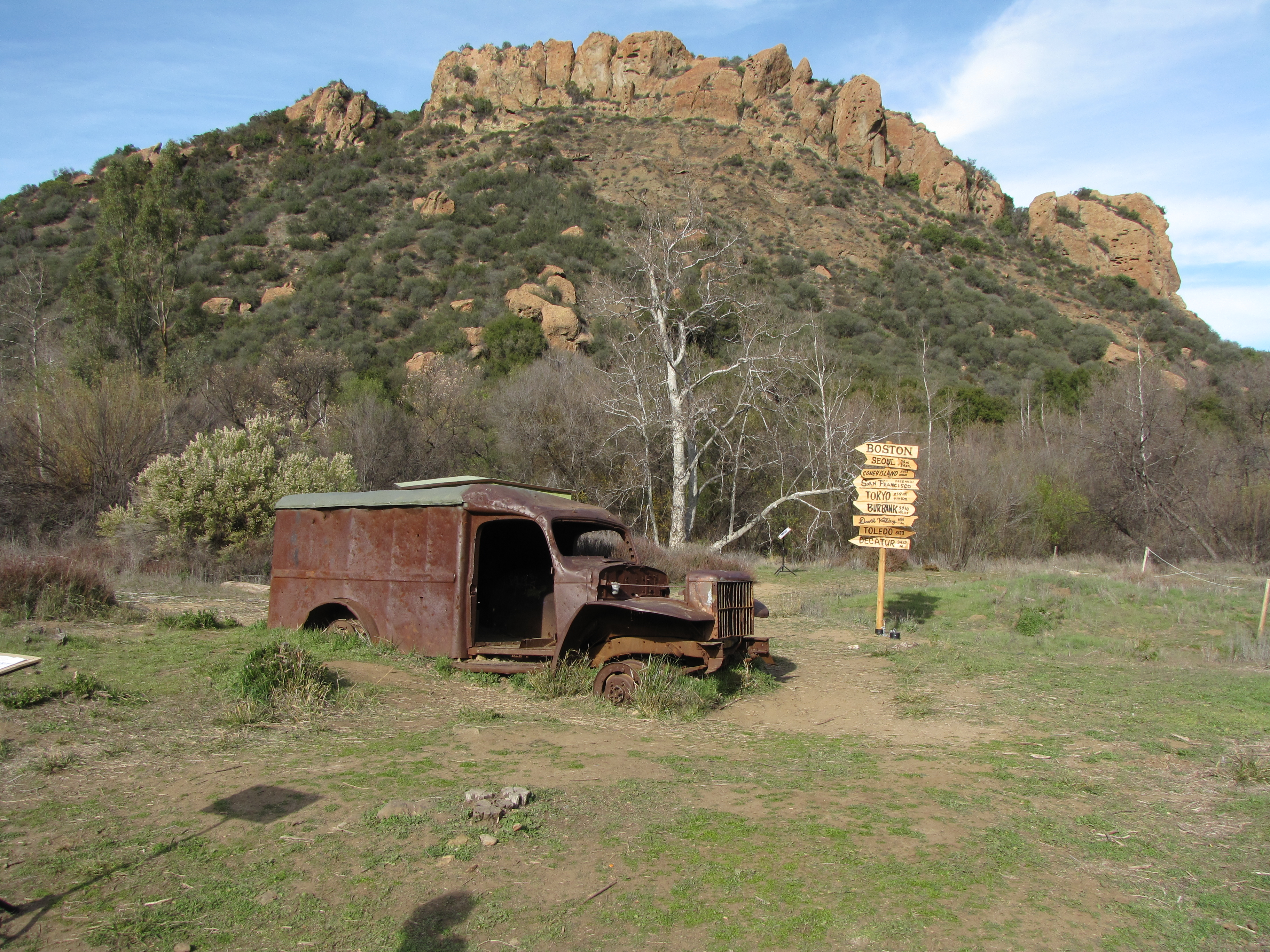
Lloc M*A*S*H al parc estatal de Malibu Creek. Una còpia del panell original de M*A*S* H es va instal·lar al lloc el 2008.

El 4077 consistia en dos sets separats. Un ambient exterior a les muntanyes properes a Malibu (Calabasas, comtat de Los Angeles, Califòrnia) (34° 5′ 47.55″ N, 118° 44′ 41.24″ O / 34.0965417°N,118.7447889°O) es va utilitzar per a la majoria d’escenes d'exteriors i de tendes de campanya per a cada temporada. Aquest va ser el mateix set utilitzat per rodar la pel·lícula, tot i que es van fer canvis a les posicions de diverses tendes per al programa de televisió. El plató interior, en un escenari sonor dels estudis Fox de Century City, es va utilitzar per a les escenes d'interiors de la sèrie. Més tard, després que es va renovar el plató interior per permetre que es poguessin filmar moltes de les escenes "a l'aire lliure", els dos sets es van utilitzar per al rodatge exterior segons el requisit del guió (per exemple, les escenes nocturnes eren molt més fàcils de filmar a l'escenari sonor a la plataforma de l’helicòpter necessària per fer servir el ranxo).
Just quan la sèrie estava acabant la producció, el 9 d'octubre de 1982 un incendi va destruir la major part del conjunt exterior. El foc es va escriure a l'episodi final com un incendi forestal causat per bombes incendiàries enemigues que van obligar el 4077 a sortir.
La ubicació de Malibu es coneix avui com Malibu Creek State Park. Anteriorment anomenat Century Ranch i propietat dels 20th Century Fox Studios fins als anys vuitanta, el lloc avui torna a un estat natural i està senyalat per un Jeep rovellat i una ambulància Dodge que s'utilitzaven a la sèrie. Durant la dècada de 1990, l'àrea es va utilitzar ocasionalment per a la producció d'anuncis de televisió.
El 23 de febrer de 2008, les estrelles de la sèrie Mike Farrell, Loretta Swit i William Christopher (juntament amb els productors Gene Reynolds i Burt Metcalfe i el director Charles S. Dubin) es van reunir al plató per celebrar la seva restauració parcial. El pal indicador reconstruït es mostra ara els caps de setmana, juntament amb els marcadors de les tendes de campanya i els mapes i les fotos del conjunt. El parc estatal és obert al públic. També va ser el lloc on es van rodar la pel·lícula Que verda era la meva vall (1941) i la sèrie de televisió The Planet of the Apes (1974), entre moltes altres produccions. Es va creure que bona part d’aquesta ubicació, inclosos el pal indicador i els rètols, va ser destruïda en el Woolsey Fire però posteriorment es va determinar que va sobreviure a l’incendi.

### Vehicles

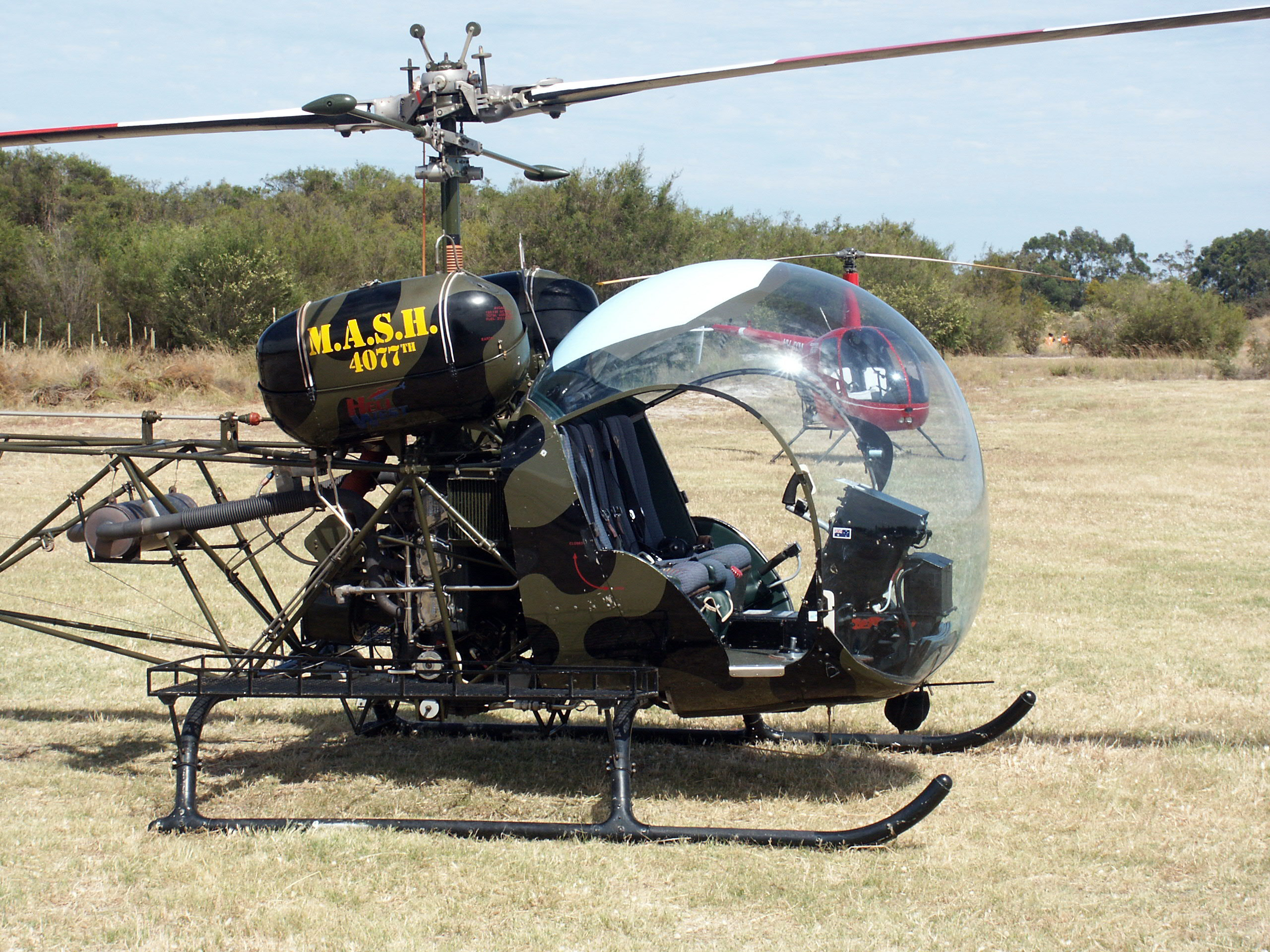
Helicòpter Bell 47G en colors MASH.

Els helicòpters utilitzats a la sèrie eren el model H-13 Sioux (designació militar i sobrenom del model civil Bell 47). Com a la pel·lícula, es va tenir molta cura d’utilitzar el model correcte de la sèrie Bell 47 de llarga vida. En els crèdits inicials i en molts dels episodis, es feien servir H-13Ds i Es (Bell 47D-1s) de la guerra de Corea completats amb lliteres externes correctes per períodes. Un 47G posterior (1954–73) apareixia ocasionalment. Els helicòpters tenen un aspecte similar (amb els models "G" posteriors que contenen tancs de combustible de dues peces més grans, una cabina lleugerament revisada i altres canvis) amb diferències perceptibles només per a un ventilador seriós de l'helicòpter. En l'episodi pilot, es va mostrar un Bell 47J posterior (la producció va començar el 1957) volant Henry Blake a Seül, en ruta cap a una reunió amb el general Hammond a Tòquio. També va aparèixer un helicòpeter Allouette II transportant Henry Blake al 4077 en l'episodi "Henry, Please Come Home".
Els Jeeps utilitzats van ser els M38 militars o els Jeep Willys CJ2A civils del 1953 i també els GPWs i els Willys MB de la Segona Guerra Mundial. En dos episodis apareixia el Jeep M38A1, un dels quals era robat a un general per Radar i Hawkeye després que el seu Jeep fos robat. Dues de les ambulàncies eren WC-54 Dodges i una era WC-27. Una ambulància WC-54 roman al lloc i va ser cremada als focs de Malibu el 9 d'octubre de 1982, mentre que un segon WC-27 sobreviu en un museu del sud d'El Monte sense cap marca. L’autobús utilitzat per transportar els ferits era un model Ford de 1954. L'última temporada, també es va utilitzar una ambulància M43 de l'era de la Guerra de Corea juntament amb els WC-54 i WC-27.

### Pista de rialles
Els creadors de sèries Larry Gelbart i Gene Reynolds volien emetre M*A*S*H sense pista de rialles. Tot i que CBS inicialment va rebutjar la idea, es va arribar a un compromís que permetia ometre el riure durant les escenes del quiròfan si es volia. "Vam dir a la xarxa que, en cap cas, podríem riure mai durant una escena d'OR quan els metges treballaven", va dir Gelbart el 1998. "És difícil imaginar que hi haguessin 300 persones rient de les costures d'algú mentre es cosien".

## Episodis

### Llista d'episodis
| Temporada | Temporada    | Episodis | Emissió original | Emissió original | Classificació | Audiència |
| Temporada | Temporada    | Episodis | Inici            | Final            | Classificació | Audiència |
| --------- | ------------ | -------- | ---------------- | ---------------- | ------------- | --------- |
|           | 1 (1972–73)  | 24       | 17 setembre 1972 | 25 març 1973     | 46            | 17.5      |
|           | 2 (1973–74)  | 24       | 15 setembre 1973 | 2 març 1974      | 4             | 25.7      |
|           | 3 (1974–75)  | 24       | 10 setembre 1974 | 18 març 1975     | 5             | 27.4      |
|           | 4 (1975–76)  | 25       | 12 setembre 1975 | 24 març 1976     | 14            | 22.9      |
|           | 5 (1976–77)  | 25       | 21 setembre 1976 | 15 març 1977     | 4             | 25.9      |
|           | 6 (1977–78)  | 25       | 20 setembre 1977 | 27 març 1978     | 8             | 23.2      |
|           | 7 (1978–79)  | 26       | 18 setembre 1978 | 12 març 1979     | 7             | 25.4      |
|           | 8 (1979–80)  | 25       | 17 setembre 1979 | 24 març 1980     | 4             | 25.3      |
|           | 9 (1980–81)  | 20       | 17 novembre 1980 | 4 maig 1981      | 4             | 25.7      |
|           | 10 (1981–82) | 22       | 26 octubre 1981  | 12 abril 1982    | 9             | 22.3      |
|           | 11 (1982–83) | 16       | 25 octubre 1982  | 28 febrer 1983   | 3             | 22.6      |

1. ↑  Empatat amb The Waltons
2. 1 2  Empatat amb Alice
3. ↑  Empatat amb Magnum, P.I.

### Episodi final: "Goodbye, Farewell and Amen"
"Goodbye, Farewell and Amen" va ser l'últim episodi de M*A*S*H. Es van col·locar aparells de televisió especials als aparcaments PX, auditoris i sales de dia de l'exèrcit nord-americà a Corea perquè el personal militar pogués veure aquest episodi, malgrat la diferència horària de 14 hores amb la costa est dels EUA. L'episodi va ser emès el 28 de febrer de 1983, i va ser 2 hores i mitja de durada. L'episodi va obtenir una puntuació del Nielsen de 60,2 i 77 de quota de pantalla i, segons un article del New York Times de 1983, l'episodi final de M*A*S*H va tenir 125 milions d'espectadors.
Quan es va emetre el final de M*A*S*H el 1983, més de 83,3 milions de llars als Estats Units tenien televisors, en comparació amb gairebé 115 milions el febrer de 2010.

### Premis
M*A*S*H va ser nominat a més de 100 premis Emmy durant els seus 11 anys seguits, guanyant 14:
- 1974 - Sèrie de comèdia destacada - M*A*S*H ; Larry Gelbart, Gene Reynolds (productors)
- 1974 - Millor actor principal d’una sèrie de comèdia - Alan Alda
- 1974 - Millor direcció en comèdia - Jackie Cooper : "Carry On, Hawkeye"
- 1974 - Actor de l'any, sèrie - Alan Alda
- 1975 - Direcció destacada en una sèrie de comèdia - Gene Reynolds: "OR"
- 1976 - Edició cinematogràfica excepcional per a programació d'entreteniment - Fred W. Berger i Stanford Tischler : "Welcome to Korea"
- 1976 - Direcció destacada en una sèrie de comèdia - Gene Reynolds: "Benvingut a Corea"
- 1977 - Direcció destacada en una sèrie de comèdia - Alan Alda: "Dear Sigmund"
- 1977 - Actor secundari destacat en una sèrie de comèdia - Gary Burghoff
- 1979 - Escriptura destacada en una sèrie musical o comèdia - Alan Alda: "Inga"
- 1980 - Actriu secundària destacada en una sèrie de comèdia o varietat o música - Loretta Swit
- 1980 - Actor secundari destacat en una sèrie de comèdia o varietat o música - Harry Morgan
- 1982 - Actor principal destacat en una sèrie de comèdia - Alan Alda
- 1982 - Actriu secundària destacada en una sèrie de comèdia o varietat o música - Loretta Swit

M*A*S*H va guanyar el premi Globus d’Or a la millor sèrie de televisió (musical o comèdia) el 1981. Alan Alda va guanyar el Globus d'Or al millor actor en una sèrie de televisió (musical o comèdia) sis vegades: el 1975, 1976, 1980, 1981, 1982 i 1983. McLean Stevenson va guanyar el premi al millor actor secundari en una sèrie de televisió el 1974.
La sèrie va guanyar el premi Guild de Directors d'Amèrica per un èxit de direcció destacat en una sèrie de comèdia set vegades: 1973 (Gene Reynolds), 1974 (Reynolds), 1975 (Hy Averback), 1976 (Averback), 1977 (Alan Alda), 1982 (Alda), 1983 (Alda).
La sèrie va ser guardonada amb un premi Peabody el 1975 "per la profunditat del seu humor i la manera com s'utilitza la comèdia per aixecar l'esperit i, també, per oferir una declaració profunda sobre la naturalesa de la guerra". M*A*S*H va ser citat com "un exemple de televisió d'alt propòsit que revela en termes universals un temps i un lloc que afecten la claredat".
Els escriptors del programa van rebre diverses nominacions al premi Humanitas, amb Larry Gelbart guanyador el 1976, Alan Alda guanyador el 1980 i l'equip de David Pollock i Elias Davis guanyador dos cops el 1982 i 1983.
La sèrie va rebre 28 nominacions als Premis del Sindicat de Guionistes d'Amèrica, 26 per a la comèdia episòdica i dues per al drama episòdic. Set episodis guanyats per a la comèdia episòdica el 1973, 1975, 1976, 1977, 1979, 1980 i 1981.

## Sèries derivades i especials
La sèrie derivada de dues temporades AfterMASH (1983-1985) va heretar la franja horària del programa de dilluns a la nit i va comptar amb diversos dels seus personatges reunits en un hospital del centre-oest després de la guerra. El més reeixit Trapper John, M.D. (1979–1986), tenia lloc gairebé tres dècades després dels esdeveniments de M*A*S*H i representava a Trapper John McIntyre com a cap de cirurgia d'un hospital de San Francisco; seus productors van argumentar amb èxit als tribunals que es basava en la pel·lícula anterior i no en la sèrie de televisió. En un pilot de televisió no comprat, W*A*L*T*E*R (1984), Walter "Radar" O'Reilly s'incorpora a la força policial de St. Louis després que la seva granja fracassi després del seu retorn als EUA.
Making M*A*S*H, un documental especial narrat per Mary Tyler Moore que porta als espectadors darrere de la producció dels episodis de la temporada 8 "Old Soldiers" i "Lend a Hand", va ser produït per a PBS el 1981. L'especial es va incloure posteriorment al paquet de reexecució sindicat, amb una nova narració del productor Michael Hirsch.
Es van produir dos especials retrospectius per commemorar els vint i trenta aniversaris de la sèrie:
- Memories of M*A*S*H, organitzat per Shelley Long i amb clips de la sèrie i entrevistes amb membres del repartiment, va ser emès per CBS el 25 de novembre de 1991.
- M*A*S*H: 30th Anniversary Reunion, en què es van reunir els membres del repartiment i els productors supervivents per rememorar-los, emès a Fox el 17 de maig de 2002. L'emissió de dues hores va ser conduïda per Mike Farrell, que també va poder interactuar amb l'actor que va substituir, Wayne Rogers; també es van presentar entrevistes filmades prèviament amb McLean Stevenson i Larry Linville (que havien mort el 1996 i el 2000, respectivament).

A finals dels anys vuitanta, el repartiment va tenir una reunió parcial en una sèrie d'anuncis de televisió per a ordinadors personals d'IBM. Tots els habituals del repartiment (amb les excepcions de Farrell, Stiers i Stevenson) van aparèixer als llocs amb el pas del temps.